# Bussento
Il Bussento è un fiume della provincia di Salerno in Campania.

## Percorso
Nasce alle falde del monte Cervati a 900 m s.l.m. dalla sorgente di Varco La Peta nel comune di Sanza. Dopo circa 20 km il corso d'acqua si immette nella diga artificiale del lago Sabetta. Il fiume riprende il suo corso e nei pressi di Caselle in Pittari si inabissa in un grande inghiottitoio e passando sotto il monte Pannello, riemerge dopo 5 km circa a Morigerati.
Dopo aver ricevuto l'affluente Bussentino, sfocia nel mar Tirreno, nel Golfo di Policastro, due km ad ovest dal centro di Policastro Bussentino. 
Lungo 37 km e con un bacino idrografico di 352 km², è uno dei più importanti fiumi del Cilento.